# 니와 시온
니와 시온(일본어: 丹羽 詩温, 1994년 6월 18일~)는 일본의 축구 선수이다.

## 구단 경력
그는 2017년 J2리그의 에히메 FC에 입단했다. 2020년까지 138경기에 출전하여, 19득점을 넣었다. 2021년부터 2022년까지 츠바이겐 가나자와에서 뛰었다. 2023년 블라우블리츠 아키타로 이적했다. 2024년 7월 J3리그의 가마타마레 사누키로 이적했다.